# دیالوکس
دیالوکس (به انگلیسی: DIALux) یک نرم‌افزار مطرح در زمینهٔ محاسبات روشنایی است که تحت حمایت مجموعهٔ بزرگی از شرکت‌های تولیدکنندهٔ چراغ و لامپ، به صورت رایگان و بدون محدودیت ارائه می‌شود.
در این نرم‌افزار با وارد کردن اطلاعاتی همچون ابعاد اتاق و رنگ و بافت محیط می‌توان محاسبهٔ روشنایی را با توجه به فاکتورهای گوناگون همچون ابعاد اتاق و رنگ محیط و چراغ‌های موجود انجام داد. امروزه بسیاری از شرکت‌های تولیدکننده چراغ اطلاعات فنی چراغ‌های خود را به صورت فایل‌هایی که پلاگین نامیده می‌شود ارائه می‌دهند و همچنین به‌تازگی، برخی شرکت‌های ایرانی تولیدکننده چراغ پلاگین‌های خود را ارائه داده‌اند و به همین دلیل استفاده از این نرم‌افزار در ایران بسیار رواج پیدا کرده‌است.
همچنین محاسبه خیرگی و میزان لوکس و شدت روشنایی از دیگر ویژگی‌های این نرم‌افزار می‌باشد.
نسخه جدید این نرم‌افزار Dialux evo می‌باشد که این نسخه تفاوت‌هایی با نسخه قدیمی دیالوکس دارد که از آن جمله می‌توان به گرافیک بالای Dialux evo و همچنین طراحی کل ساختمان به صورت یکجا نام برد. 